# 목탁가오리

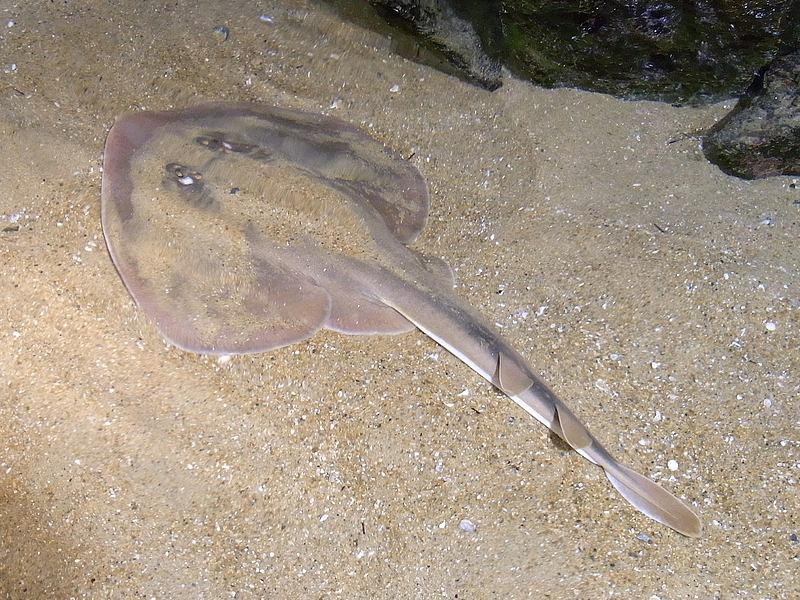
다 큰 목탁가오리

목탁가오리(Platyrhina sinensis)는 목탁가오리과의 가오리종으로, 서태평양에 산다. 30~50센티미터 길이까지 자라며 몸무게는 200~500그램에 이르고 몸의 윗쪽은 갈색이고 아랫쪽은 흰색이다. 물고기와 갑각류를 먹으며 이동성이 떨어지는 편이다. 수컷은 5살까지, 암컷은 12살까지 살며 암컷과 수컷 모두 2~5년 사이에 성숙한다. 중국, 일본, 타이완, 한국, 베트남에서 주로 볼 수 있으며 인도네시아에서도 관찰되기도 한다. 100미터보다 얕은 물에서 볼 수 있다. 의도하지 않은 어획물로 잡히는 바람에 개체수가 줄어들고 있다.
대한민국의 경우 전라남도에서는 목대기, 평안북도에서는 박대라는 이름으로 부른다.

## 개요
목탁가오리의 알려진 최대 길이는 68센티미터이지만 대부분은 30~50 센티미터 길이, 몸무게는 200~500 그램에 이른다. 몸은 평평한 편이며 부채와 같은 모습을 하고 있다. 콧구멍이 넓고 눈은 작으며 코가 짧다.

## 행동
목탁가오리는 작은 물고기와 갑각류, 특히 새우와 곤쟁이를 먹는다. 음식물을 포착할 기회가 있을 때까지 해저에 보통 누워있는다.